# Vladímir Romanovski (piragüista)
Vladímir Romanovski (Slonim, URSS, 21 de junio de 1957-Minsk, 13 de mayo de 2013) fue un deportista soviético que compitió en piragüismo en la modalidad de aguas tranquilas.
Participó en los Juegos Olímpicos de Montreal 1976, obteniendo una medalla de oro en la prueba de K2 1000 m y una medalla de plata en la prueba de K2 500 m. Ganó tres medallas en el Campeonato Mundial de Piragüismo entre los años 1977 y 1982.

## Palmarés internacional
| Juegos Olímpicos   | Juegos Olímpicos         | Juegos Olímpicos  | Juegos Olímpicos |
| Año                | Lugar                    | Medalla           | Competición      |
| ------------------ | ------------------------ | ----------------- | ---------------- |
| 1976               | Montreal (Canadá)        | Medalla de plata  | K2 500 m         |
| 1976               | Montreal (Canadá)        | Medalla de oro    | K2 1000 m        |
| Campeonato Mundial |                          |                   |                  |
| Año                | Lugar                    | Medalla           | Competición      |
| 1977               | Sofía (Bulgaria)         | Medalla de bronce | K2 1000 m        |
| 1981               | Nottingham (Reino Unido) | Medalla de oro    | K2 10 000 m      |
| 1982               | Belgrado (Yugoslavia)    | Medalla de oro    | K4 10 000 m      |